# أولاد الشاوي 1 (أولاد الشاوي)
أولاد الشاوي 1 هو دُوَّار يقع بجماعة أولاد عزوز، إقليم خريبكة، جهة بني ملال خنيفرة في المملكة المغربية. ينتمي الدوّار لمشيخة أولاد الشاوي التي تضم دوارين. يقدر عدد سكانه بـ 1515 نسمة حسب الإحصاء الرسمي للسكان والسكنى لسنة 2004.

## روابط خارجية
- البوابة الوطنية للجماعات الترابية
- المندوبية السامية للتخطيط